# March On, Bahamaland
''March On, Bahamaland'' (tiếng Việt: Tiến lên, Bahamaland!) là quốc ca của Bahamas, được thông qua vào năm 1973. Timothy Gibson viết lời và sáng tác nhạc cho bài hát.

## Lịch sử
Bahamas đã trở thành một thuộc địa vương thất của Đế quốc Anh vào năm 1717. Quyền tự trị đã được trao cho các đảo vào năm 1964. Các cuộc đàm phán về độc lập bắt đầu tám năm sau đó, khi Đảng Tự do Tiến bộ giành chiến thắng trong cuộc bầu cử năm 1972 sau chiến dịch ủng hộ nền độc lập. Do đó, một cuộc thi đã được tổ chức để chọn bài quốc ca cho Bahamas.

Cuối cùng, bài hát được sáng tác bởi Timothy Gibson đã được chọn. Gibson là một giáo viên âm nhạc. Bài hát được thông qua vào năm 1973, khi đất nước giành được độc lập. Nó đã được phát khi quốc kỳ Bahamas được giương cao nửa đêm ngày 10 tháng 7 năm 1973, đánh dấu sự chấm dứt của Thuộc địa vương thất Bahamas.

Quốc kỳ Bahamas

Kể từ khi Bahamas là một thành viên của Khối thịnh vượng chung sau khi giành được độc lập, "God Save the Queen" được giữ lại làm hoàng ca của đất nước. Bài hát đó đã hai lần bị phát nhầm tại lễ trao huy chương của Đại hội Thể thao Khối Thịnh vượng chung năm 1982, khi Shonel Ferguson giành huy chương vàng nội dung nhảy xa nữ. Bà đã bước ra khỏi bục trao huy chương mỗi lần và bày tỏ mong muốn rằng "March On, Bahamaland" sẽ được phát. Sau đó, các quan chức nhận ra rằng họ không có bản thu âm của bài hát đó, vì vậy phái đoàn Bahamas đã hát bài quốc ca của họ mà không có nhạc nền.

## Lời
| Tiếng Anh | Tiếng Việt |
| --- | --- |
| Lift up your head to the rising sun, Bahamaland; March on to glory, your bright banners waving high. See how the world marks the manner of your bearing! Pledge to excel through love and unity. Pressing onward, march together to a common loftier goal; Steady sunward, tho' the weather hide the wide and treacherous shoal. Lift up your head to the rising sun, Bahamaland, 'Til the road you've trod lead unto your God, March on, Bahamaland! | Ngẩng cao đầu ngắm bình minh, Bahamaland; Tiến đến vinh quang, quốc kỳ rực rỡ của bạn bay cao. Hãy để thế giới xem cách bạn giương cờ! Chúng ta thề sẽ tiến bộ với tình yêu và sự thống nhất. Tiến lên phía trước, diễu hành cùng nhau hướng tới một mục tiêu chung cao hơn; Hướng thẳng về ánh thái dương, không sợ sóng gió che lấp bãi cạn lớn và nguy hiểm. Ngẩng cao đầu ngắm bình minh, Bahamaland, Đến khi con đường của bạn đưa bạn đến Chúa, Tiến lên, Bahamaland! |